# Keimdrüsenband
Als Keimdrüsenbänder bezeichnet man zwei bindegewebige Strukturen, die aus dem vorderen und hinteren Teil der Anlage der Keimdrüsen, der Genitalleiste, entstehen.

## Vorderes/Oberes Keimdrüsenband
Das vordere (beim Menschen obere) Keimdrüsenband zieht von der Keimdrüse zum Zwerchfell. Bei männlichen Tieren bildet es sich mit Einsetzen des Hodenabstiegs vollständig zurück. Bei weiblichen Tieren bildet es das Aufhängeband des Eierstocks (Ligamentum suspensorium ovarii).

## Hinteres/Unteres Keimdrüsenband
Das hintere (beim Menschen untere) Keimdrüsenband  verläuft von der Keimdrüse in den Processus vaginalis. Bei männlichen Embryonen ist es maßgeblich am Hodenabstieg beteiligt und wird daher auch als Gubernaculum testis (Hodenleitband) oder nach dem Erstbeschreiber John Hunter als Gubernaculum Hunteri (Hunter-Band) bezeichnet. Es entwickelt sich zu den beiden Bändern innerhalb des Hodensacks (Ligamentum testis proprium, Ligamentum caudae epididymidis). Bei weiblichen Individuen verwächst das hintere (kaudale) Keimdrüsenband am Tubenwinkel mit der Gebärmutterwand, zerfällt dann in zwei Abschnitte: das kraniale Ligamentum ovarii proprium („Eigenband des Eierstocks“) und das kaudale Ligamentum teres uteri („rundes Gebärmutterband“). Das Ligamentum teres uteri zieht durch den Leistenkanal und endet bei Frauen im Gewebe des Venushügels und der großen Schamlippen.